# Horkapet
Horkapet ("Horus toro del cielo") è una divinità egizia appartenente alla religione dell'antico Egitto, un aspetto del grande dio Horus. Nella mitologia e nell'astronomia egizie, Horkapet personificava il pianeta Saturno.

## Storia
Nel "Libro di Nut", raccolta di testi astronomici egizi, e precisamente nel capitolo dedicato ai pianeti, le righe 153-159 menzionano una battaglia cosmica fra gli Seth e Horus avvenuta al tramonto e sedata dall'intervento del dio Thot. I celesti "seguaci di Seth", così come Seth stesso, si sarebbero trovati nel cielo occidentale. Siccome Horus era tradizionalmente posizionato a occidente e il pianeta Saturno era denominato "Stella dell'Occidente", sembra assai verosimile che, nella credenza egizia, il pianeta Saturno e Horus nel suo aspetto del dio Horpaket, "Horus toro del cielo", coincidessero.

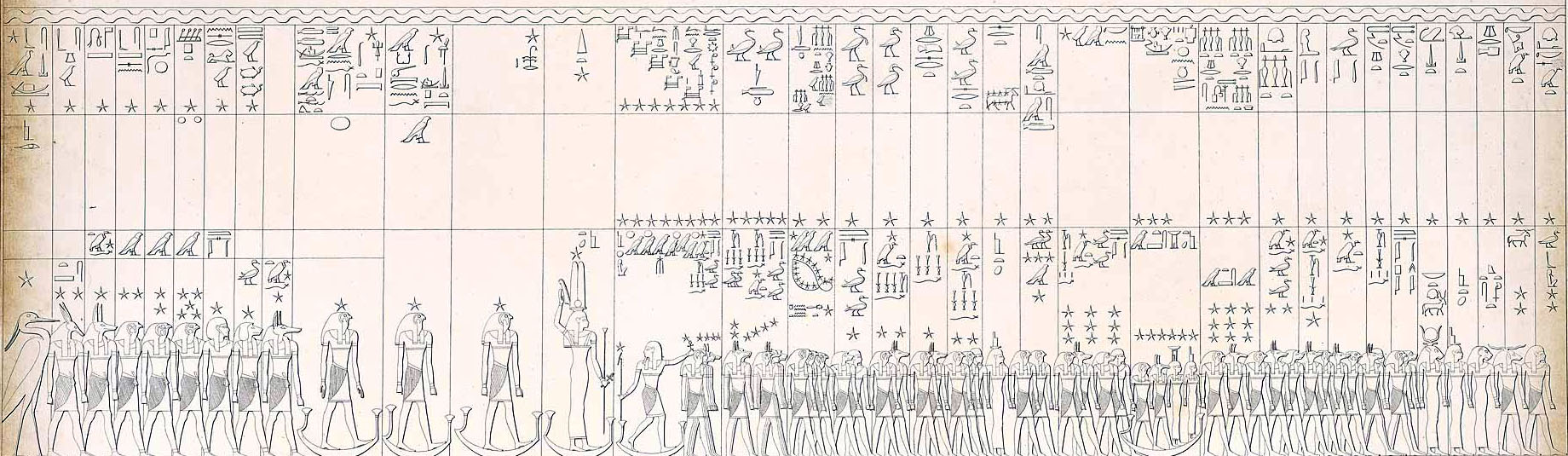
Copia di Karl Richard Lepsius della volta della camera funeraria di Seti I con la riproduzione del cielo, delle 36 "stelle decane" (Baktiu) degli astri e delle maggiori costellazioni.